# 환경보호주의
환경보호주의란 인간이 환경과의 생태적 균형 속에서 발전을 도모하자는 개념이다. 다양한 환경론들이 존재하는데 환경보호주의 역시 이 중 하나다. 그 중에도 인간의 환경에 대한 적응을 중심으로 삼는 인간 생태학에 기초하였다. 가장 큰 특징은 기업의 양심에 환경을 맡긴다는 것이다. 기업 스스로 자연의 중요성을 깨닫고 만약 자연을 파괴하게 되면 그만큼 나무를 심는 것과 같은 복구작업까지 해야한다는 것이다. 환경파괴의 주체가 스스로 억제하므로 정부나 환경단체 등이 끼어들지 않아도 된다는 점에서 매우 이상적이지만 그만큼 환상적이기도 하다. 대학에서 윤리교육을 강조하여 윤리적인 졸업생을 배출하여 그러한 학생들이 회사에 많아진다면 환경보호주의가 더 효율적이고 빛을 바랄 것이다. 또한 이미지 시대에 맞게 기업의 윤리성에 대한 평가를 어떠한 공익단체에서 객관적으로(환경파괴와 환경보호에 대한 기여도로) 윤리점수를 매겨 공개한다면 기업의 이미지를 위해 환경보호에 더 많은 노력을 기울일 것이다. 환경보존주의와 거의 같은 의미를 지닌다.

## 같이 보기
- 환경주의

## 참고 문헌
- 신유근, 《사회중시경영》